# Ampalis
Ampalis Bojer è un genere di piante appartenenti alla famiglia delle Moracee.
È presente nativamente nelle isole Comore ed in Madagascar ed è stato introdotto in Haiti.
La forma Ampals viene considerata corretta nonostante molti utilizzino ancora, erroneamente, la forma Streblus per alcune specie.

## Tassonomia
- Ampalis dimepate (Bureau) E.M.Gardner
- Ampalis mauritiana (Jacq.) Urb.[5]

## Condizioni naturali e rischi
L'Ampalis mauritania è presente in ambienti prevalentemente umidi ed è stata classificata dall'IUCN come non a rischio.